# Хоани
Хоани (лат. choanae, однина choana; від грец. χοάνη — «лійка») — внутрішні отвори носа хребетних тварин, що сполучають носову порожнину з глоткою. Розділені між собою лемешем. Утворилися в процесі еволюційного розвитку в зв'язку з виникненням потреби постійно або періодично дихати повітрям. Вперше у примітивному вигляді з'явилися у кистеперих та дводишних риб.